# Alto Tajo y Muela de San Juan
Alto Tajo y Muela de San Juan este o arie protejată (arie specială de conservare — SAC, sit de importanță comunitară — SCI) din Spania întinsă pe o suprafață de 6.887,88 ha, integral pe uscat.

## Localizare
Centrul sitului Alto Tajo y Muela de San Juan este situat la coordonatele 40°23′40″N 1°44′20″W / 40.3945°N 1.73876°V.

## Înființare
Situl Alto Tajo y Muela de San Juan a fost declarat sit de importanță comunitară în iulie 2000 pentru a proteja 1 specie de plante și 1 specie de animale. Situl a fost protejat și ca arie specială de conservare în februarie 2021.

## Biodiversitate
Situată în ecoregiunea mediteraneană, aria protejată conține 6 habitate naturale: Mlaștini alcaline, Pajiști alpine și boreale, Pajiști alpine și subalpine calcaroase, Pajiști uscate seminaturale și facies de acoperire cu tufișuri pe substraturi calcaroase (Festuco-Brometalia) (* situri importante pentru orhidee), Pante stâncoase calcaroase cu vegetație casmofită, Fânețe de joasă altitudine (Alopecurus pratensis, Sanguisorba officinalis).
La baza desemnării sitului se află mai multe specii protejate:
- plante (1): Apium repens
- nevertebrate (1): Graellsia isabellae

Pe lângă speciile protejate, pe teritoriul sitului au mai fost identificate 8 specii de plante, 14 specii de păsări, 4 specii de amfibieni, 4 specii de mamifere, 2 specii de nevertebrate, 1 specie de pești, 2 specii de reptile.